# 光腹網鰩
光腹網鰩（學名：Brochiraja leviveneta），為軟骨魚綱鰩目單鰭鰩科網鰩屬的一種，分布於西南太平洋豪勳爵海脊、挑戰者海底高原和紐西蘭北部大陸坡，南至克拉瑟姆海脊、坎貝爾海底高原、普卡基海脊和邦蒂海底平台海域，深度300-1200公尺，體長可達50.9公分，棲息在沙泥底質海域，為深海底棲性魚類，屬肉食性，卵生，生活習性不明。